# Hyman Rickover
Hyman George Rickover (Maków Mazowiecki, 27 gennaio 1900 – Arlington, 8 luglio 1986) è stato un ammiraglio e medico statunitense pioniere della propulsione nucleare navale.

## Biografia
Rickover nacque in un villaggio del Voivodato della Masovia, allora nell'Impero russo, e giunse a Chicago con la famiglia quando era ancora bambino.
Uscito nel 1922 dall'Accademia navale di Annapolis, fu assegnato ai sommergibili e si specializzò in elettrotecnica.
Nel 1947 egli cominciò a prospettare la necessità di utilizzare al più presto l'energia nucleare per la propulsione dei sottomarini. A tale scopo trascorse molti mesi alla centrale nucleare di Oak Ridge (Tennessee).
Continuando a lavorare in questa direzione, divenne direttore della sezione Reattori Navali della commissione per l'energia atomica e capo della divisione Propulsione Nucleare della US Navy.
Nel 1954 entrò in servizio il Nautilus (lo stesso nome del sottomarino immaginato da Jules Verne in Ventimila leghe sotto i mari), il primo sommergibile atomico della storia e primo veicolo azionato dall'energia nucleare in assoluto.
Nel 1964 il Dipartimento dell'Energia degli Stati Uniti d'America gli conferì il Premio Enrico Fermi.